# Lithothamnion indicum
Lithothamnion indicum Foslie, 1907  é o nome botânico  de uma espécie de algas vermelhas  pluricelulares do gênero Lithothamnion, subfamília Melobesioideae.
- São algas marinhas encontradas na África, Ásia, América Central, Austrália e algumas ilhas do Índico.

## Sinonímia
- Lithothamnion fruticulosum f. confinis  Foslie, 1904